# 飯田義資
飯田 義資（いいだ よしすけ / いいだ ぎすけ、1894年〈明治27年〉12月12日 - 1973年〈昭和48年〉11月1日）は、日本の郷土史家。教育者。筆名は羊我山人。徳島県出身。

## 著書

### 単著
- 『阿波郷土研究家名簿』羊我山人、1931年6月。
- 『研究用稿本 阿波国郷土史年表』久米書店、1936年8月。 NCID BN11887385。全国書誌番号:21378322。
- 『剣山』徳島市寺島尋常小学校、1939年7月。 NCID BN12394521。全国書誌番号:44005724。
- 『徳島県の地質概説』徳島県立農業学校、1940年4月。
- 『池辺真榛大人伝』飯田義資、1940年11月。 NCID BN12402390。全国書誌番号:46044794。
- 『池辺真榛』大政翼賛会徳島県支部、1944年3月。全国書誌番号:44020131。
- 『阿波国地質概要』徳島教育研究所、1949年8月。
- 『新しき阿波史』徳島新聞社出版局、1949年9月。 NCID BN11508330。
- 『徳島県地質研究案内』 第1輯、板野郡科学協会、1949年。
- 『郷土史之研究』羊我山人、1949年。
- 『阿波国地質研究史』板野郡科学協会、1949年。
- 『阿波の名勝』徳島新聞社出版部、1951年9月。 NCID BB12787767。全国書誌番号:53012025。
- 『シカノアクニチ考』羊我山房、1952年。
- 『大滝山・寺町』郷土踏査会、1955年。
- 『高川原風俗問状答の発見』羊我山人、1957年。
- 『阿波藩における役礼銀と冥加金の二三例』飯田義資、1957年。
- 『名東郡史』名東郡自治協会、1960年11月。 NCID BN1037742X。全国書誌番号:61006461。
- 『粟之抜穂』 巻1、徳島県教育会、1961年3月。全国書誌番号:62001040。
- 『郷土の文化財』宝文館〈日本文化財シリーズ 6〉、1961年。 NCID BA45169121。
- 『阿波踊り』徳島県教育会出版部、1964年8月。 NCID BA76426750。全国書誌番号:65000938。
- 『善福寺鐘の発堀 その郷土史上の価値』羊我山人、1966年。
- 『文化財の価値とその取り扱い』徳島県市町村教育長会研修部会、1967年。
- 『粟の抜穂 羊我山人郷土研究録』 地の巻、徳島県教育会〈徳島郷土双書 27〉、1975年。 NCID BA50521144。
- 『粟の抜穂 羊我山人郷土研究録』 人の巻、徳島県教育会〈徳島郷土双書 28〉、1975年。 NCID BA50521144。
- 『粟の抜穂 羊我山人郷土研究録』 天の巻、徳島県教育会〈徳島郷土双書 29〉、1976年。 NCID BA50521144。

### 編集
- 『徳島県小学校教育事務要覧』徳島県麻植郡鴨島尋常高等小学校、1935年7月。全国書誌番号:44006993。
- 『正倉院研究入門』徳島市寺島尋小学校、1937年12月。 NCID BN11854863。全国書誌番号:46057367。
- 『徳島藩職員録 明治3年』飯田義資、1939年。
- 『高畠五郎日記』飯田義資、1955年。
- 『阿波郷土会創立三十年記念誌 昭和36年2月』阿波郷土会、1961年2月。

### 共著
- 岩村武勇、飯田義資『誇りの阿波路』 人物篇、徳島新聞社、1948年9月。全国書誌番号:48009212。
- 飯田義資、藤目正雄『丈六寺』徳島新聞社出版部〈新生文庫 5〉、1951年12月。 NCID BA89837951。

### 共編
- 飯田義資・岸本実・福井好行 編『徳島県庶民史料所在目録』 第1輯、徳島県立図書館〈徳島県郷土資料目録 第1〉、1954年12月。 NCID BN08056048。
- 飯田義資・岸本実・福井好行 編『徳島県庶民史料所在目録』 第2輯、徳島県立図書館〈徳島県郷土資料目録 第2〉、1956年11月。 NCID BN08056048。
- 飯田義資・林鼓浪・坂口あさ・小西英夫 編『阿波の年中行事と習俗の研究』県史編さん委員会、1961年7月。 NCID BN1340623X。全国書誌番号:73004702。

### 記念論文集
- 岸本実・福井好行 編『阿波研究 飯田義資先生還暦記念論文集』飯田義資先生還暦記念祝賀会・徳島県立図書館憲法記念館、1955年6月。 NCID BA32691674。全国書誌番号:56009562。